# Jamie Anderson (DJ)

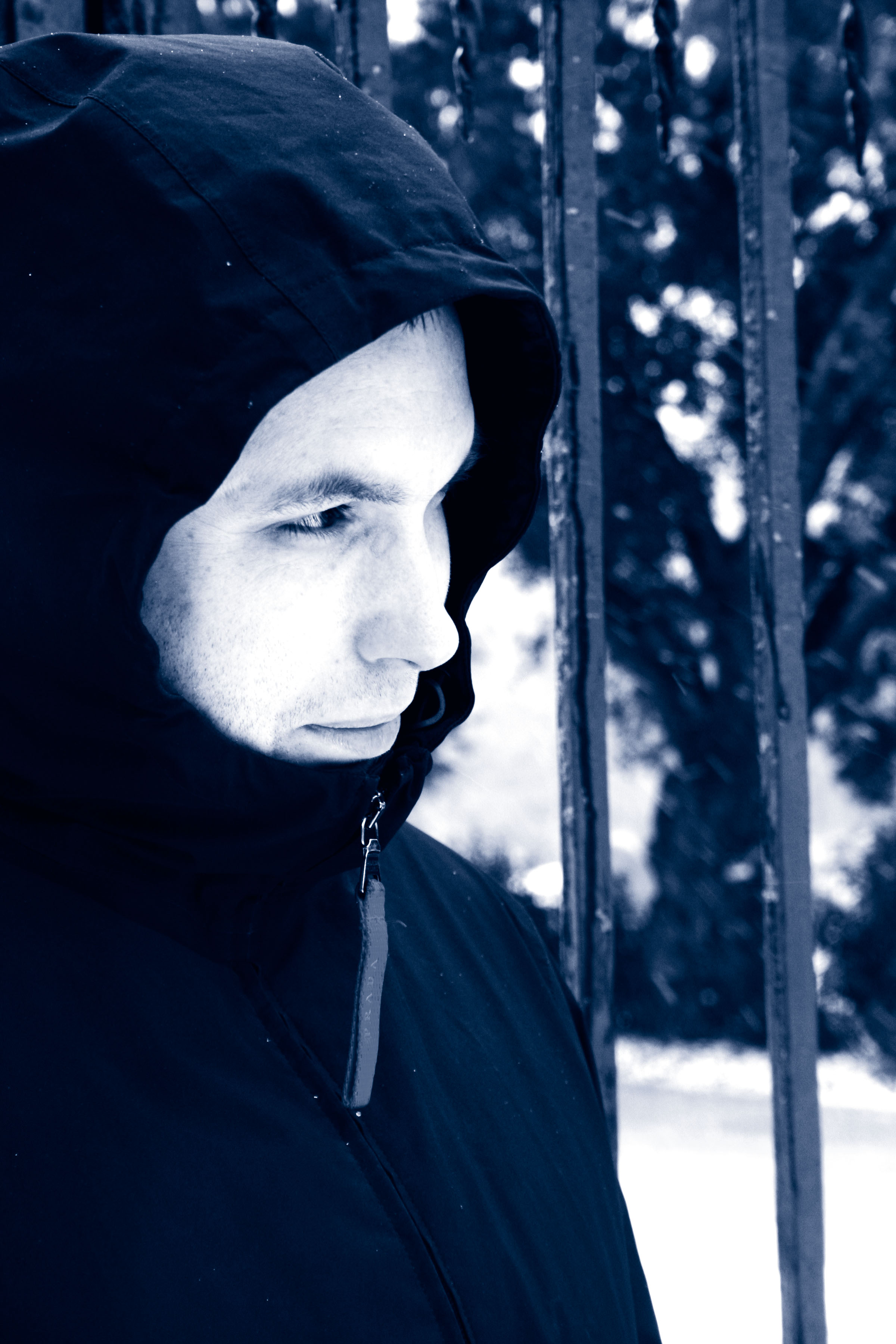

Jamie Anderson (geboren in London) ist ein englischer DJ und Tech-House-Produzent. 

## Karriere
Jamie Anderson wuchs zunächst in West London auf, wo er seit seiner Kindheit Kontakt zu Jazz-Musikern hatte. Später zog die Familie nach Bristol. 
Anfang der 1990er-Jahre entdeckte er seine Leidenschaft für Hip-Hop und elektronische Musik. Zu der Zeit arbeitete er in Bristol in einem Plattenladen, der auf elektronische Musik spezialisiert war, und feierte erste Erfolge als DJ.
1997 gründete er das Label Artform, das eine Plattform für Musiker bieten sollte, die sich, wie er, zwischen den Genres House und Techno bewegten.
2001 veröffentlichte er sein Debüt-Album Blue Music auf dem Label NRK.
In den 2000er-Jahren brachten seine Veröffentlichungen und weltweiten Live-Auftritte ihm internationale Anerkennung. Er kollaborierte mit anerkannten Musikern wie Jesse Rose, Deepgrove, Owain K oder Switch.
Neben Veröffentlichungen auf seinem eigenen Label wurden seine Musik und seine Remixe auf Labels wie Rotation, Hooj, Front Room, 100% Pure, Cocoon, Mija, Klang Elektronik und Flash Recordings veröffentlicht.

## Diskografie

### Alben
- 2001: Blue Music (NRK Sound Division)
- 2003: Nite:Life 013 (Compiled by Jamie Anderson - NRK Sound Division)

### Singles
- 1997: Image of Existence (Artform)
- 1997: Prototype (Artform)
- 1998: Dolphin (Reworks) (Artform)
- 1999: Dark Reflection (Rotation Records)
- 2001: Black Sun (NRK Sound Division)
- 2004: Time is Now (Honchos Music)
- 2005: Short Stories (Fixia Records)
- 2007: Body Jackin' (Jamie Anderson & Content - International Deejay Gigolo Records)
- 2011: Without Sound (Jamie Anderson & Owain K - Dessous Recordings)
- 2015: Billinsella Corrugata (Roberto & Jamie Anderson - Fossil Archive)